# Каледонија (Висконсин)
Каледонија (енгл. Caledonia) град је у америчкој савезној држави Висконсин.

## Демографија
По попису из 2010. године број становника је 24.705.
| Група             | 2000.    | 2010.          |
| Белци             | 0 (0,0%) | 21.839 (88,4%) |
| Афроамериканци    | 0 (0,0%) | 688 (2,8%)     |
| Азијати           | 0 (0,0%) | 456 (1,8%)     |
| Хиспаноамериканци | 0 (0,0%) | 1.303 (5,3%)   |
| Укупно            | 0        | 24.705         |